# خنوا (کیندیو)
خنوا (انگلیسی: Génova, Quindío) یک منطقه مسکونی در کشور کلمبیا است.